# Nadežda Perišić-Radović
Nadežda Perišić-Radović (Split, 1967.) je hrvatska kazališna, televizijska i filmska glumica. Od 1997. godine stalna je članica ansambla Zagrebačkog kazališta mladih.

## Filmografija

### Televizijske uloge
- "Oblak u službi zakona" kao gazdarica (2022.)
- "Mrkomir Prvi" kao žena u šumi i travarica (2022.)
- "Patrola na cesti" kao Darijeva mama (2015.)
- "Stipe u gostima" kao Anđa Lozić i medicinska sestra (2012. i 2013.)
- "Dolina sunca" kao Renata Vitezović Wolf (2010.)
- "Zakon!" kao Ivana (2009.)
- "Mamutica" kao Lili Herak (2009.)
- "Naša mala klinika" kao akviziterka (2007.)
- "Kazalište u kući" kao Anika (2006.)
- "Zlatni vrč" kao Mimi (2004.)
- "Mlakarova ljubav" kao Vesna (1993.)

### Filmske uloge
- "Dopunska nastava" kao ravnateljica Jasna Vuković (2019.)
- "F60.3" kao Vesna (kratki film) (2019.)
- "Črna mati zemla" kao Silvija i Franjina majka (2018.) - TV-kazališna predstava
- "Oluja" kao Biljana Đurić (2009.)
- "Posljednja volja" kao Mime (2001.)
- "Četverored" kao Margeurita (1999.)
- "Tri muškarca Melite Žganjer" kao doktorica Ana (1998.)
- "Rusko meso" kao Irina (1997.)
- "Vidimo se" kao Dora (1995.)
- "Svaki put kad se rastajemo" (1994.)
- "Dok nitko ne gleda" (1992.)
- "Stranci u noći" (1992.)
- "Mor" (1992.)

## Vanjske poveznice
- Zagrebačko kazalište mladih: Nadežda Perišić-Radović (životopis)
- Kao Nadežda Perišić-Nola u internetskoj bazi filmova IMDb-u (engl.)